# 여자전쟁: 떠도는 눈
《여자전쟁: 떠도는 눈》은 2016년에 개봉된 대한민국의 영화다.